# Közeli helyeken
A Közeli helyeken a Bikini együttes hatodik albuma (az Ős-Bikini lemezeit bele nem számítva a negyedik), mely 1989-ben jelent meg. 2003-ban a "P" Stúdióban remasterelték és ekkor újra kiadásra került. A szerzők között immár több dallal is szerepelt Dévényi Ádám, de Nagy Feró is képviselteti magát egy dallal, az "Elfogynak szavaim" pedig egy korábbi Rolls Frakció-dal feldolgozása.

## Közreműködtek
- D. Nagy Lajos (ének, vokál)
- Daczi Zsolt (gitár)
- Németh Alajos (basszusgitár, billentyűs hangszerek)
- Gallai Péter (billentyűs hangszerek, vokál)
- Berecz Endre (dob)
- Kató Zoltán (szaxofon)
- Dévényi Ádám (szöveg)
- Dorozsmai Péter (komputer programok)

## Számok listája
| #  | LP # | Cím                      | Szerző                                                      | Hossz |
| -- | ---- | ------------------------ | ----------------------------------------------------------- | ----- |
| 1  | A1   | Amerika                  | Németh Alajos - Dévényi Ádám                                | 3:54  |
| 2  | A2   | Itthon vagyok            | Németh Alajos - Dévényi Ádám - D. Nagy Lajos                | 4:27  |
| 3  | A3   | Bátyuska                 | Németh Alajos - Dévényi Ádám                                | 3:07  |
| 4  | A4   | Repülök                  | Németh Alajos - Dévényi Ádám                                | 3:52  |
| 5  | A5   | Közeli helyeken          | Németh Alajos - Dévényi Ádám                                | 4:00  |
| 6  | B1   | Fúj a szél               | Németh Alajos - Nagy Feró                                   | 3:43  |
| 7  | B2   | A férfi megy, a nő marad | Németh Alajos - Dévényi Ádám - Márkus József                | 3:54  |
| 8  | B3   | Ne ébressz fel           | Németh Alajos - Dévényi Ádám                                | 3:39  |
| 9  | B4   | Szabad élet              | Németh Alajos - Daczi Zsolt - D. Nagy Lajos - Márkus József | 5:05  |
| 10 | B5   | Elfogynak szavaim        | Trunkos András - Dévényi Ádám                               | 4:23  |
| 11 | B6   | A csillagok ködében      | Gallai Péter                                                | 1:08  |

Az "Elfogynak szavaim" egy korábbi Rolls Frakció-dal feldolgozása.